# Еутрофикация
Еутрофикация (още еутрофизация, еутрофия) е процес, протичащ в екосистемата на един воден басейн, при който се повишава количеството на химическите вещества, участващи в минералното хранене на растенията (азот, фосфор), което на свой ред води до повишена биологична продуктивност. При този така наречен „цъфтеж на водата“ обилно се развиват някои видове водорасли и бурно увеличават биомасата си (над 5000g/m3), в резултат на което водата се оцветява. Във водните басейни в България най-често цъфтежът се дължи на някои видове синьо-зелени, зелени и еугленови водорасли.
При еутрофикацията настъпват няколко взаимосвързани неблагоприятни ефекта в екосистемата. Бурното развитие на водораслите на повърхността води до промяна на светлинните условия за дънните водорасли и те загиват, образувайки токсични вещества. Причина за измиране както на водорасли, така и на риби и други водни обитатели е и намаленото количество на кислорода във водата. Влошава се качеството ѝ – вече не става за пиене.
Еутрофикацията може да бъде естествена или причинена от човешка дейност.
- Естествената еутрофикация протича много бавно и се влияе от географското положение на водния басейн, честотата и количеството на валежите, от характера на водосборния басейн.
- Антропогенната еутрофикация протича бързо, в рамките от няколко до десетина години. От значение за увеличаването на биогенните елементи във водните басейни е изпускането на химични вещества от заводите, използването на синтетични перилни препарати (детергенти) и употребата на изкуствени земеделски торове на фосфорна и азотна основа. Установено е, че около 10-25% от азота и 1-5% от фосфора в изкуствените торове се отмиват от почвата и достигат до водните басейни.